# Duleep Singh

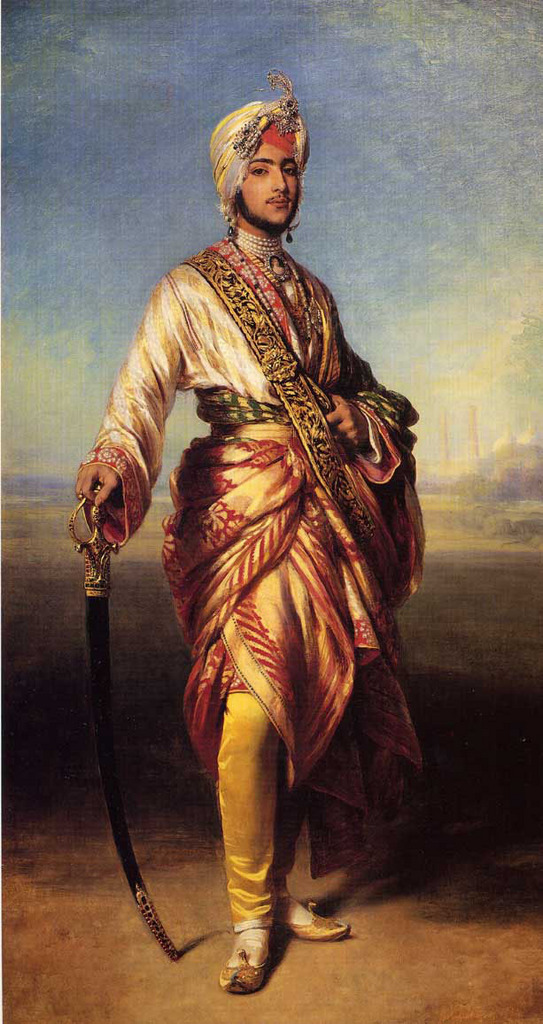
Porträt Franz Xaver Winterhalter: Maharadscha Duleep Singh (1854)

Duleep Singh (Panjabi ਦਲੀਪ ਸਿੰਘ Dalīp Siṃgh; * 6. September 1838 in Lahore; † 22. Oktober 1893 in Paris) war der letzte Maharadscha des Reichs der Sikh.

## Leben
Duleep Singh war der jüngste Sohn von Ranjit Singh. Er bestieg am 18. September 1843 den Thron des Reichs der Sikh. Aufgrund seines jungen Alters übernahm seine Mutter Jind Kaur die Regierungsgeschäfte.
Nachdem die indische Armee im Zuge des Ersten Sikh-Kriegs gegen die Briten bei der Schlacht von Sobraon verloren hatte, reiste Duleep nach Kasur, um dort mit dem britischen Generalgouverneur Henry Hardinge Friedensverhandlungen zu beginnen.
Nach der erneuten Niederlage im Zweiten Sikh-Krieg wurde Duleep zur Abdankung gezwungen und musste seinen Thronanspruch abtreten. Außerdem musste er der britischen Regierung treu bleiben, durfte nur an Orten leben, die der Generalgouverneur für ihn bestimmte, und musste den Edelstein Koh-i-Noor als Geschenk an Königin Victoria abgeben. Als Entschädigung versprach die Britische Ostindien-Kompanie Duleep, seinen Verwandten und seinen Dienern eine Pension von 5000 Rupien pro Jahr.

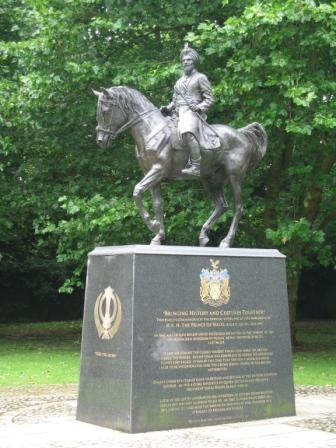
Statue von Duleep Singh in Thetford

Im Alter von 11 Jahren wurde Duleep ins Exil nach Fatehgarh geschickt und kam dort unter die Obhut des schottischen Arztes John Login und seiner Frau. Im März 1853 konvertierte Duleep offiziell zum christlichen Glauben. Im April 1854 gestattete das Direktorium der Ostindien-Kompanie Duleep, England zu besuchen. Am 1. Juli desselben Jahres traf er Königin Victoria zum ersten Mal. Sie beauftragte Franz Xaver Winterhalter damit, ein Porträt von Duleep zu malen, und von da an nahm er am Leben am britischen Hof teil. Unter anderem traf er sich mit der Königsfamilie am Osborne House und erwarb den Landsitz Elveden Hall in Suffolk, wo er mit prominenten Gästen wie Prinz Eduard VII. und Lord Balfour Jagdausflüge unternahm. 1857 wurde durch einen Beschluss des Direktoriums der Ostindien-Kompanie Duleeps Pension auf 25.000 £ erhöht. Am 25. Juni 1861 wurde Duleep zum Knight Companion des Order of the Star of India ernannt. Im März 1873 wurde Duleep Mitglied des Carlton Club. Am 7. Juni 1864 heiratete er in Kairo Bamba Müller, die Tochter eines deutschen Bankiers und einer Abessinierin, die in der amerikanischen presbyterianischen Missionsschule in Kairo erzogen worden war. Mit ihr hatte er sechs Kinder, von denen die drei Töchter Catherine (1871–1942), Bamba, verheiratete Sutherland (1869–1957) und Sophia (1876–1948) später bekannte Suffragetten wurden.
Aufgrund seines extravaganten Lebensstils häufte Duleep Schulden an. Er versuchte vergeblich, einige seiner ehemaligen Ländereien in Punjab zurückzufordern, was den Briten missfiel. 1882 schrieb er einen Brief an die Times, in dem er das Unrecht beschrieb, das ihm aus seiner Sicht widerfahren war, und warf der britischen Regierung Gier vor. Schließlich konvertierte Duleep zum Sikhismus und versuchte 1886, nach Indien zurückzukehren, wurde jedoch in Aden verhaftet und lebte fortan in Paris. Dort starb er am 22. Oktober 1893 an einem Krampfanfall. Innerhalb von 24 Stunden wurde der britische Außenminister damit beauftragt, Duleeps Leichnam zurück nach England zu bringen und er wurde in der Nähe von Elveden Hall begraben.

## Denkmal
Am 29. Juli 1999 weihte Charles III. eine Bronzestatue von Duleep in Thetford ein.